# 영암 도갑사 석장승
영암 도갑사 석장승은 전라남도 영암군 군서면 도갑리, 도갑사 사찰 입구 길 양편에 세워져 있던 4천왕이나 인왕처럼 잡귀를 쫓고 성역 곡간을 나타내기 위한 표지이다. 1986년 9월 29일 전라남도의 민속문화재 제21호로 지정되었다가, 1991년 9월 15일 문화재 지정이 해제되었다.

## 개요
영암군 군서면 도갑리 도갑사 석장승은 사찰 입구 길 양편에 세워져 있어 4천왕이나 인왕처럼 잡귀를 쫓고 성역 곡간을 나타내기 위한 표지로 민간신앙과 불교와의 복합 현상으로도 여겨진다. 
사각의 돌기둥을 거친 다듬질하여 얼굴과 수염만을 뚜렷이 조각하였고, 하체는 생략하였다. 조각 수법은 약간의 돋을 새김으로 심한 굴곡을 주지 않았음에도 입체감을 느끼게 하는 우수한 작품이다. 
특히 도드라진 이마나 축 늘어진 귓볼, 얼굴에 비해 과장되게 표현한 S자형 수염은 이들 장승이 갖고 있는 또 하나의 특징이다. 혹자는 이들 장승을 비석 또는 팔만대장경이라 부르기도 하는데, 장승과 관련된 의식은 별반 없는 듯하다.
장승의 건립 연대는 정확하지 않지만, 수호신으로서 인면형 장승임을 감안할 때 18세기 말경으로 추정하고 있다. 화강석을 이용한 이들 장승은 높이가 각각 178㎝, 185㎝이며, 둘레는 115㎝, 222㎝이다

## 도난
영암 도갑사 석장승은 1988년 8월 2일 도난되었다. 

## 참고 문헌
- 도갑사석장승 - 국가유산청 국가유산포털